# Elisabeth Schulz (Pädagogin)

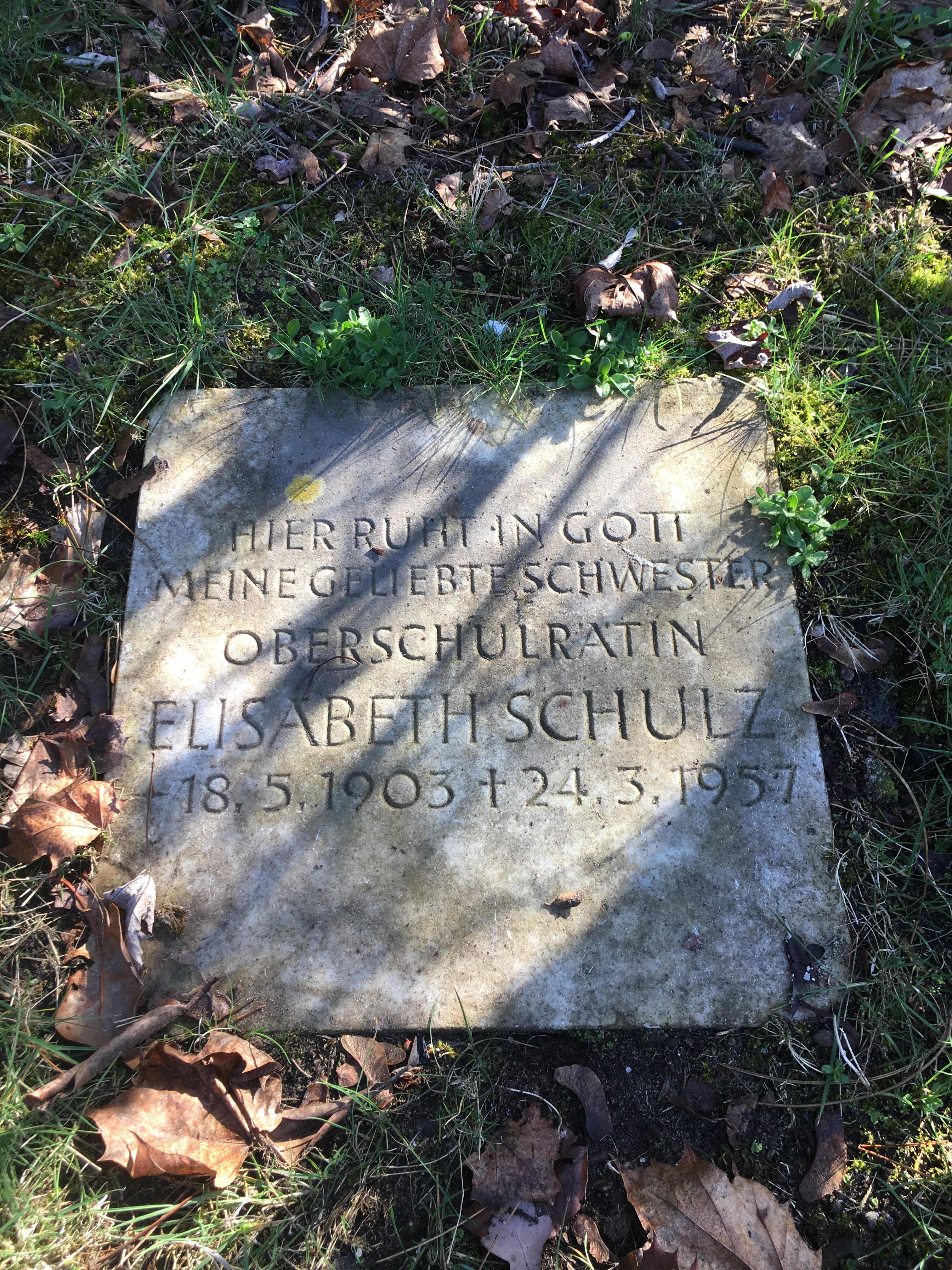
Grabstein von Elisabeth Schulz befindet sich im Garten der Frauen auf dem Friedhof Ohlsdorf

Elisabeth Maria Martha Anna Schulz (* 18. Mai 1903 in Concepción; † 24. März 1957 in Hamburg) war eine deutsche Oberschulrätin.

## Leben und Wirken
Elisabeth Schulz kam in Chile zur Welt, wo ihr Vater als Pastor die Deutsche Schule in Concepción leitete. 1906 kehrte die Familie nach Deutschland zurück. Nach dem Besuch der Volksschule in Langengraussa (Regierungsbezirk Merseburg) von 1909 bis 1911 wechselte sie von 1912 bis 1916 an die gehobene Volksschule in Luckau. Anschließend besuchte sie von 1916 bis 1919 ein Lyzeum in Berlin-Pankow, danach von 1920 bis 1922 Oberlyzeen in Hermannswerder und Potsdam. Nach der Reifeprüfung in Potsdam belegte sie dort bis 1923 eine Seminarklasse, die sie mit der Lehrerlaubnis für Lyzeen abschloss. Im März bestand sie die Reifeprüfung eines Humanistischen Gymnasiums.
Von 1923 bis 1928 studierte Schulz evangelische Theologie, Germanistik und Geschichte an Universitäten in Leipzig, Tübingen, Münster und Hamburg. Einen starken Einfluss hatten die Jugendbewegung und ihr Lehrer Karl Barth, der ihr besondere Wertschätzung entgegenbrachte, auf sie. Schulz galt bereits seit der Schulzeit, während derer sie Mädchen-Bibelkreise besucht hatte, als sehr fromm. Während des Studiums schloss sie sich der Deutschen Christlichen Vereinigung Studierender Frauen an. Nach der Ersten Theologischen Prüfung 1927 in Münster absolvierte sie 1929/30 die Staatsexamina für den Unterricht an Höheren Schulen für Deutsch, Geschichte und Religion. Die Referendariatszeit verbrachte sie an der von Emmy Beckmann geleiteten Helene-Lange-Schule.
1930 erhielt Schulz eine erste Stelle als Hilfslehrerin an der Elise-Averdieck-Schule, an der sie 1940 zur Studienrätin befördert wurde. Nach einem Wechsel 1943 an die Oberschule für Mädchen im Alstertal leitete sie 1944 für einige Zeit die Elise-Averdieck-Schule. Während der Zeit des Nationalsozialismus trat sie nicht in die NSDAP, jedoch in die Nationalsozialistische Volkswohlfahrt, den NSLB und den Reichskolonialbund ein.
Nach dem Ende des Zweiten Weltkriegs arbeitete Schulz an der Oberschule für Mädchen am Lerchenfeld (heute Gymnasium Lerchenfeld), seit September 1945 als deren kommissarische Leiterin und ab 1947 als Oberstudiendirektorin. Dabei konnte sie die Bildungseinrichtung laut Quellen „schwungvoll und tatkräftig“ innerlich und äußerlich neu aufbauen. In der Geschichtsschreibung der Schule gilt als sie besonders erwähnenswerte, kollegial und christlich geprägte Schulleiterin.
Ostern 1955 verließ Schulz die Mädchenschule und arbeitete bis Lebensende als Oberschulrätin für die wissenschaftlichen Oberschulen für Mädchen bei der Hamburger Schulbehörde. Sie starb gut ein Jahr später aufgrund einer Krebserkrankung und wurde auf dem Friedhof Ohlsdorf im Planquadrat AB 5 beigesetzt.

## Ehrenamtliches Engagement
Begleitend zur pädagogischen Arbeit engagierte sich Schulz ehrenamtlich in der Kirche und stand der Lukas-Kirche in Fuhlsbüttel vor. Mit Volkmar Herntrich, der ihre Zivilcourage lobte, pflegte sie enge Kontakte. Ab 1946 gehörte sie der Synode an und übernahm als erste und einzige weibliche Person im Landeskirchenrat die Bereiche des Frauenwerks und das Schulreferat. 1947 konnte sie Karl Barth überzeugen, einen Gottesdienst in Fuhlsbüttel abzuhalten, wofür sie Bischof Simon Schöffel hart kritisierte.
Schulz gehörte dem Kirchenrat der Kirchlichen Hochschule Hamburg an. Vom Sommersemester 1949 bis zum Wintersemester unterrichtete sie dort als Dozentin bzw. Lehrbeauftragte nebenberuflich Katechetik.